# Nieuwe Stad (Praag)

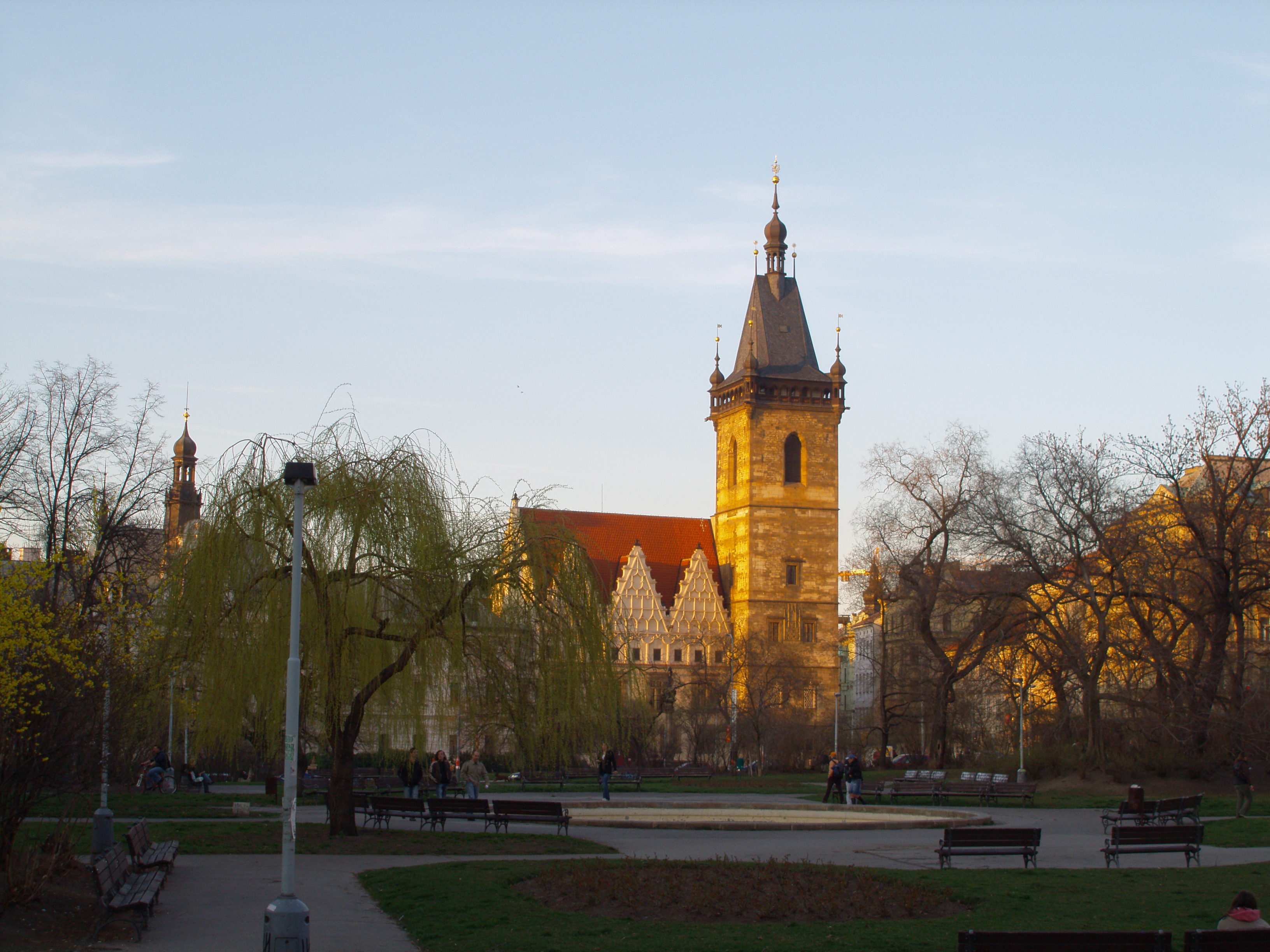
Stadhuis van de Nieuwe Stad vanaf het Karelsplein

De Nieuwe Stad (Tsjechisch: Nové Město) is een wijk in het centrum van de Tsjechische hoofdstad Praag. Het is de jongste en grootste van de vier oorspronkelijke steden die het historische centrum van Praag vormen. Een deel van de wijk behoort tot het district Praag 1, een deel tot Praag 2 en een klein deel hoort bij Praag 8. De wijk heeft 18.025 inwoners (2006). De bekendste bezienswaardigheid in de Nieuwe Stad is het Wenceslausplein.

## Geschiedenis
De Nieuwe Stad werd in het jaar 1348 gesticht door koning Karel van Bohemen, net buiten de zuidelijke stadsmuren van de Oude Stad. De bedoeling van de stad was het oplossen van de overbevolking in de Oude Stad. De Nieuwe Stad lag op een oppervlakte van 250 hectare en was daarmee meer dan twee keer zo groot als de Oude Stad. Rond de stad werd een stadsmuur aangelegd van 3,5 kilometer lang, zes tot tien meter hoog en drie tot vijf meter dik. Tot het jaar 1784 bleef de Nieuwe Stad zelfstandig. In dat jaar fuseerde de stad met de Oude Stad, Malá Strana en Hradčany en werd het een wijk van de huidige stad Praag.

## Bezienswaardigheden
- Het Dansende Huis, een kantoorgebouw uit 1996
- Het Nationaal Theater van Tsjechië
- De Villa Amerika, barokkasteel uit 1720
- Het Wenceslausplein, een van de grootste pleinen in Europa
- Het Karelsplein, het 13de grootste plein ter wereld
- Het Nationaal Museum van Tsjechië
- De gotische Maria Sneeuwkerk
- De barokke Sint-Cyrillus-en-Methodiuskerk
- De Jeruzalemsynagoge uit 1906

## Bereikbaarheid
In de Nieuwe Stad ligt een groot aantal metrostations die onderdeel zijn van alle drie de metrolijnen van Praag. Onder andere de drie overstapstations, Florenc, Muzeum en Můstek, liggen in de wijk. Ook het Praagse hoofdstation, Station Praha hlavní nádraží, ligt in de Nieuwe Stad.